# Notochodaeus interruptus
Notochodaeus interruptus là một loài bọ cánh cứng trong họ Ochodaeidae. Loài này được miêu tả khoa học đầu tiên năm 1968 bởi Kurosawa.